# Andrés Rábago García
Para otros usos de sus seudónimos, véanse OPS y El Roto
Andrés Rábago García (Madrid, 1947), conocido por los seudónimos de Ops y El Roto, es un dibujante satírico e historietista, humorista gráfico español. Es considerado como uno de los humoristas gráficos españoles más importantes.

## Biografía
De formación autodidacta, empezó a partir de 1968 a publicar viñetas e ilustraciones en revistas como Hermano Lobo bajo el pseudónimo de Ops durante la dictadura de Franco, al principio mudos. Siguió colaborando luego en numerosos medios impresos, como La Estafeta Literaria, La Codorniz, Triunfo, Cuadernos para el Diálogo, El Independiente o Ajoblanco. A pesar de realizarse recopilaciones de su obra en álbum ya en 1971, esta no obtuvo la misma repercusión que la de otros humoristas gráficos de su época, aunque muchos de ellos lo consideraban como el más brillante.
Realizó también el cortometraje de dibujos animados titulado La edad del silencio. Con la democracia sus chistes gráficos empezaron a incluir ya textos. 

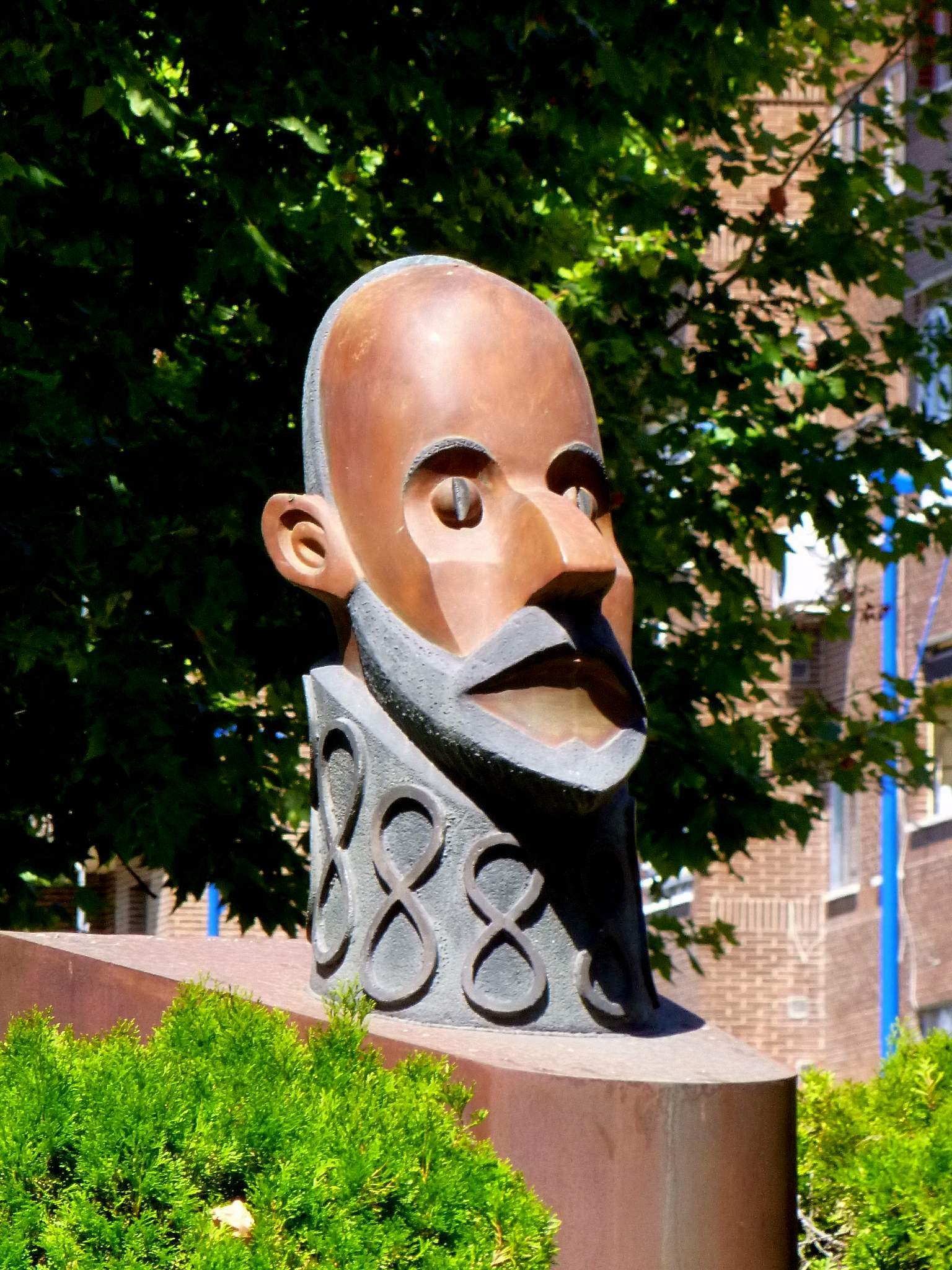
Monumento a Cervantes en Leganés (1998), de Andrés Rábago.

En 1978 inició su colaboración con las revistas del incipiente boom del cómic adulto, en concreto con Totem a partir de su número 3, seguidas por El Jueves, El Cuervo y Madriz. Además, siguió publicando en prensa: Diario 16, Cambio 16, Tiempo, El Periódico de Catalunya, Informaciones, Pueblo, Hoja del Lunes, etc., contando con un extenso currículo creativo. En la actualidad y desde hace años publica en El País.

## Estilo
Su visión de la realidad es dadaísta, satírica y descarnada, ejerciendo un distanciamiento brechtiano. Su grafismo, expresionista, bebe del feísmo de George Grosz y de las Pinturas negras de Goya.[cita requerida]
En una entrevista con Javier Morales describió su método de trabajo: "Se informa a partir de los periódicos y de la radio, nunca de la televisión... Siempre deja reposar los temas unos días antes de interpretarlos en una viñeta, para no dejarse influir". Desde el punto de vista del periodista y escritor Juan Pedro Quiñonero: "El ascetismo de su estilo gráfico solo cobra sentido en el marco de las indagaciones plásticas posteriores al surrealismo: pienso, claro, en Topor, en Charlie Hebdo, en la estética del mal gusto de algunas escuelas americanas".
Aparte de sus apariciones en prensa y revistas, ha publicado diversos libros, ya sea en solitario o como colaborador. Ha ejercido como guionista, escenógrafo, pintor e historietista.
En los últimos años se ha dedicado a desarrollar su obra pictórica, que firma bajo su propio nombre. Óscar Curieses, comisario de la exposición centrada en sus tres heterónimos en el Centro José Guerrero de Granada (2022) y el Círculo de bellas Artes de Madrid (2023) escribe sobre su obra pictórica que "se sitúa en una zona próxima a lo espiritual y trata de mostrar aspectos que exceden o trascienden la mirada automática y convencional de lo que convencionalmente se denomina 'realidad'."

## Premios
- XXXV Premio Diario de Avisos 2011 al mejor guion de historieta de humor.[8]
- Premio Nacional de Ilustración 2012.[9][10]
- Premio Cálamo "Extraordinario" 2013 por Oh, la l’art, publicado por Libros del Zorro Rojo.
- Medalla de Oro al Mérito en las Bellas Artes.
- XXI Premio de Periodismo Diario 'Madrid' (2025)[11]

## Publicaciones
- Los hombres y las moscas (Ed. Fundamentos, Madrid, 1971).
- Mitos, ritos y delitos (Ed. Fundamentos, Madrid, 1973).
- Ovillos de baba (Ed. Castellote, Madrid, 1973).
- La cebada al rabo (Ed. Cuadernos para el diálogo, 1975, 199 p., con prólogo de Félix Grande).[2]
- Bestiario (Alfaguara, 1989. Medusa Ediciones, edición aumentada, 2002).
- De un tiempo a esta parte (Ediciones de la Torre, 1991).
- Habas contadas (Promotion Popular Cristiana, 1994).
- La memoria del constructor (Diputación de Sevilla, 1998).
- La visita inesperada (Centro Cultural Conde Duque, 1998).
- El fogonero del Titanic (Temas de hoy, 1999).
- El pabellón de azogue (Círculo de lectores i S.A./ Mondadori, 2001).
- El guardagujas (Cat. Exposición Universidad de Alcalá, 2003).
- El libro de los desórdenes (Círculo de Lectores i S.A./Mondadori, 2003).
- El libro de los abrazos (Círculo de Lectores, 2004).
- Vocabulario figurado (Círculo de Lectores i S.A./Mondadori, 2005).
- El libro de los desórdenes (Reservoir Books, 2006).
- Vocabulario Figurado 2 (Reservoir Books, 2007).
- Viñetas para una crisis (Reservoir Books, 2011).
- Camarón que se duerme (se lo lleva la corriente de opinión) (Reservoir Books, 2011).
- Un viaje de mil demonios (Centre d'Art Tecla Sala, 2012)
- A cada uno lo suyo (Reservoir Books, 2013).
- Oh la l'art. (Libros del Zorro Rojo, 2013. edición aumentada, 2019).
- El libro verde (Reservoir Books, 2014).
- La edad del silencio (Random House, 2015)
- Desescombro (Reservoir Books, 2016).
- Antitauromaquia (Reservoir Books, 2017). con Manuel Vicent
- Contra muros y banderas, (Reservoir Books, 2018).
- No se puede mirar, (Reservoir Books, 2019).
- La línea roja, (Libros del Zorro Rojo, 2021)
- OPS, El Roto, Rábago. Una microhistoria del mundo (Centro José Guerrero Editorial RM, 2022).